# Giussano
Giussano is een gemeente in de Italiaanse provincie Monza e Brianza (regio Lombardije) en telt 22.696 inwoners (31-12-2004). De oppervlakte bedraagt 10,3 km², de bevolkingsdichtheid is 2193 inwoners per km².
De volgende frazioni maken deel uit van de gemeente: Paina, Birone, Robbiano, Brugazzo.

## Demografie
Giussano telt ongeveer 8697 huishoudens. Het aantal inwoners steeg in de periode 1991-2001 met 7,7% volgens cijfers uit de tienjaarlijkse volkstellingen van ISTAT.
| Jaar | Inwoneraantal |
| ---- | ------------- |
| 1991 | 20.216        |
| 2001 | 21.775        |

## Geografie
De gemeente ligt op ongeveer 269 m boven zeeniveau. Giussano grenst aan de volgende gemeenten: Inverigo (CO), Carugo (CO), Arosio (CO), Briosco, Mariano Comense (CO), Carate Brianza, Verano Brianza, Seregno.

## Geboren
- Stefano Borgonovo (1964-2013), voetballer
- Alberto Elli (1964), wielrenner
- Marco Fontana (1984), veldrijder en mountainbiker
- Federico Colombo (1987), golfer
- Matteo Pelucchi (1989), wielrenner
- Maria Giulia Confalonieri (1993), weg- en baanwielrenster
- Giacomo Ballabio (1998), wielrenner